# Kate Fairweather
Kate Fairweather, född 2 juli 1975, är en australisk bågskytt. Hon deltog vid olympiska sommarspelen 2000.